# Ending Song
「Ending Song」（エンディング・ソング）は、宇浦冴香の2曲目の配信限定シングル。

## 内容
- 2008年第2弾作品は前作の「現在進行形」に引き続き、自身が作詞を手がけた配信楽曲で3ヶ月連続リリースの第2弾。

## 批評
『Music Freak Magazine』の小澤晶は「前作と打って変わって、ゆったりとしたリズムと静かなサウンドが印象的。主人公の心の動きリンクしているように聴こえて、楽曲の世界観をさらに深めている」と評した。

## 収録曲
1. Ending Song
作詞：宇浦冴香　作曲：岩井勇一郎　編曲：葉山たけし